# Teodora Epíscopa

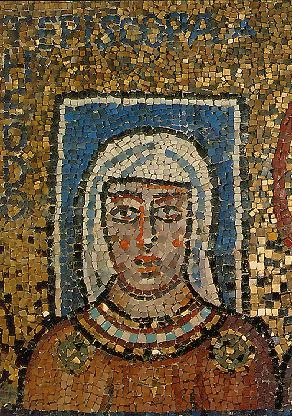
A mãe do Papa Pascoal I, a Senhora Teodora. Detalhe atual do mosaico.

Teodora Episcopa (em latim: Theodorae Episcopae) é a inscrição em latim num mosaico cristão do século IX na capela do bispo Zenão de Verona localizada dentro da Basílica de Santa Práxedes, em Roma.
O título honorífico Epíscopa refere-se a Senhora Teodora, mãe histórica de Pascal I (775 - 824), que lhe construiu a capela em vida, como indica a auréola quadrada do mosaico. Teodora era amplamente conhecida por ser uma cristã devota na Igreja primitiva, e era notável pelos seus atos de piedade e santidade.

## Controvérsia
A inscrição "EPISCOPA" foi interpretada por alguns autores como significando que Teodora era bispo. Alguns teólogos católicos e especialistas em arte romana contestam este argumento enfatizando que a feminização dos títulos clericais refere-se recorrentemente às esposas e viúvas do primeiro clero cristão desde a era apostólica.
Como os bispos casados eram mais comuns no final da Antiguidade e no início da Idade Média do que nos séculos posteriores (o celibato sacerdotal não era então sistemático), o título Epíscopa pode referir-se à esposa ou viúva de um bispo, bem como à mãe de qualquer bispo, como a de Pascal I, bispo de Roma. Portanto, o título Epíscopa teria sido usado aqui por causa de sua estimada posição como mãe do papa, bem como por sua própria piedade; uma mulher santa que praticava grande austeridade e religiosidade, e não como bispo ordenado.
No entanto, outros estudiosos apontaram que o marido de Teodora e pai de Pascal I, Bonuso, que não era bispo, nunca é referido como epíscopo e, portanto, argumentam que "Teodora não pode ter sido chamada de Epíscopa simplesmente porque era esposa ou mãe de um bispo."

## Epigrafia

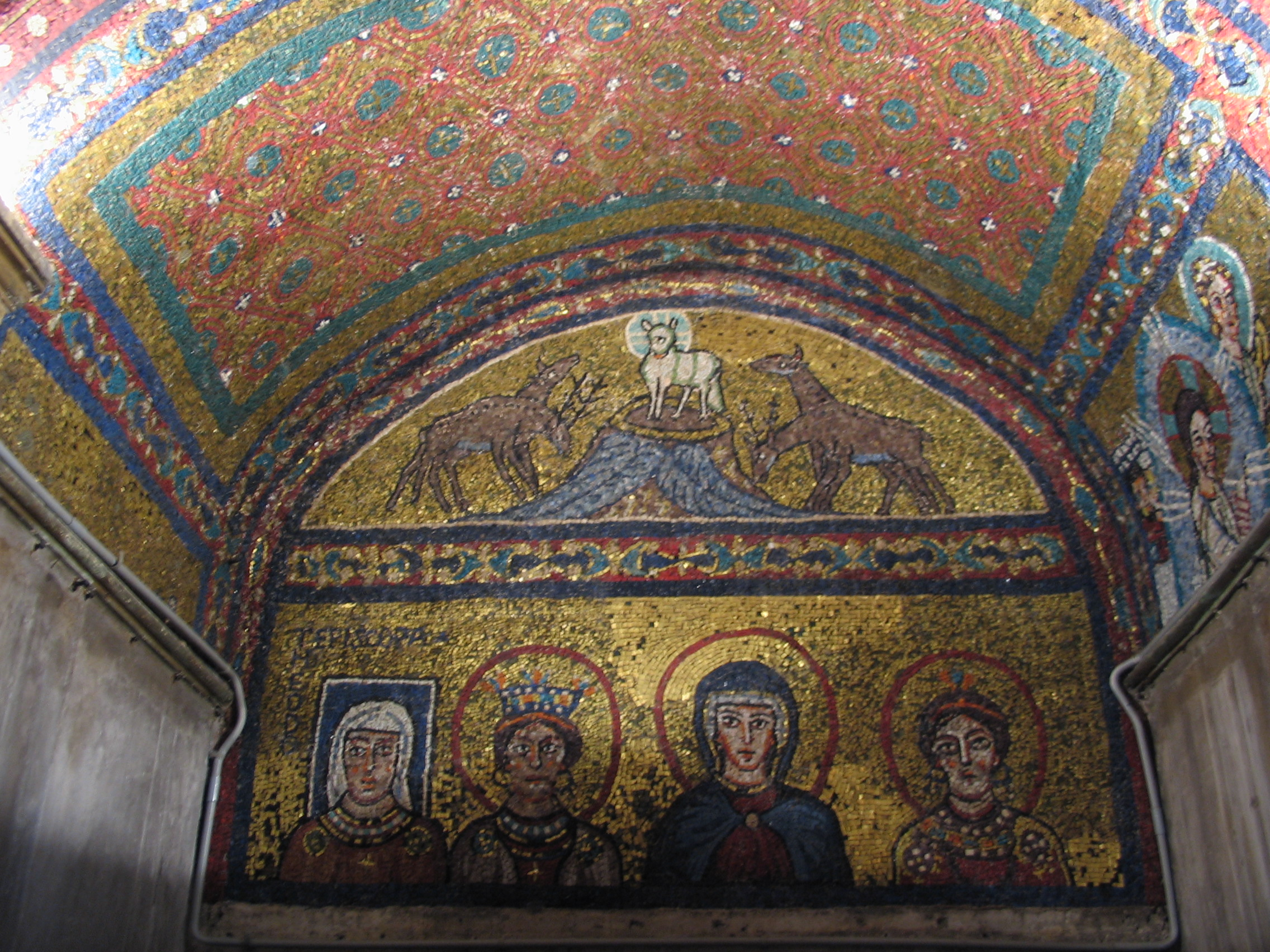
Vista completa do mosaico. Da esquerda para a direita: Senhora Teodora, Santa Práxedes, a Bem-Aventurada Virgem Maria e Santa Pudenciana. Flanqueando acima está o Agnus Dei, com renas e lobos.

Uma inscrição dedicatória em mármore na basílica identifica Teodora como a mãe do Papa Pascoal.
A dedicatória, que inclui a descrição da trasladação das relíquias de São Zenão, que dá nome à capela que contém a imagem, tem a seguinte inscrição:
"Et in ipso ingressu basilicae manu dextra ubi utique benignissimae suae genitricis scilicet domnae Theodorae Episcopae corpus quiescit condidit iam dictus praesul corpora venerabilium haec Zenonis et aliorum quorum...".

## Nota
1. ↑  E na entrada da basílica, do lado direito, onde repousa o corpo de sua bondosa mãe, a Senhora Teodora Epíscopa, o referido bispo (Papa Pascoal I) sepultou os corpos do venerável Zenão e de outros…